# Розувастатин
Розувастатин — біс[(Е)-7-[4-флуорофеніл)-6-ізопропіл-2-[метил(метилсульфоніл)аміно] піримідин-5-у1](3R,5S)-3,5-дигідроксигепт-6-еноїнова кислота]. Гіполіпідемічний засіб. Інгібітор ГМГ-КоА-редуктази. Код АТС — С10А А07.

Молекула розувастатину

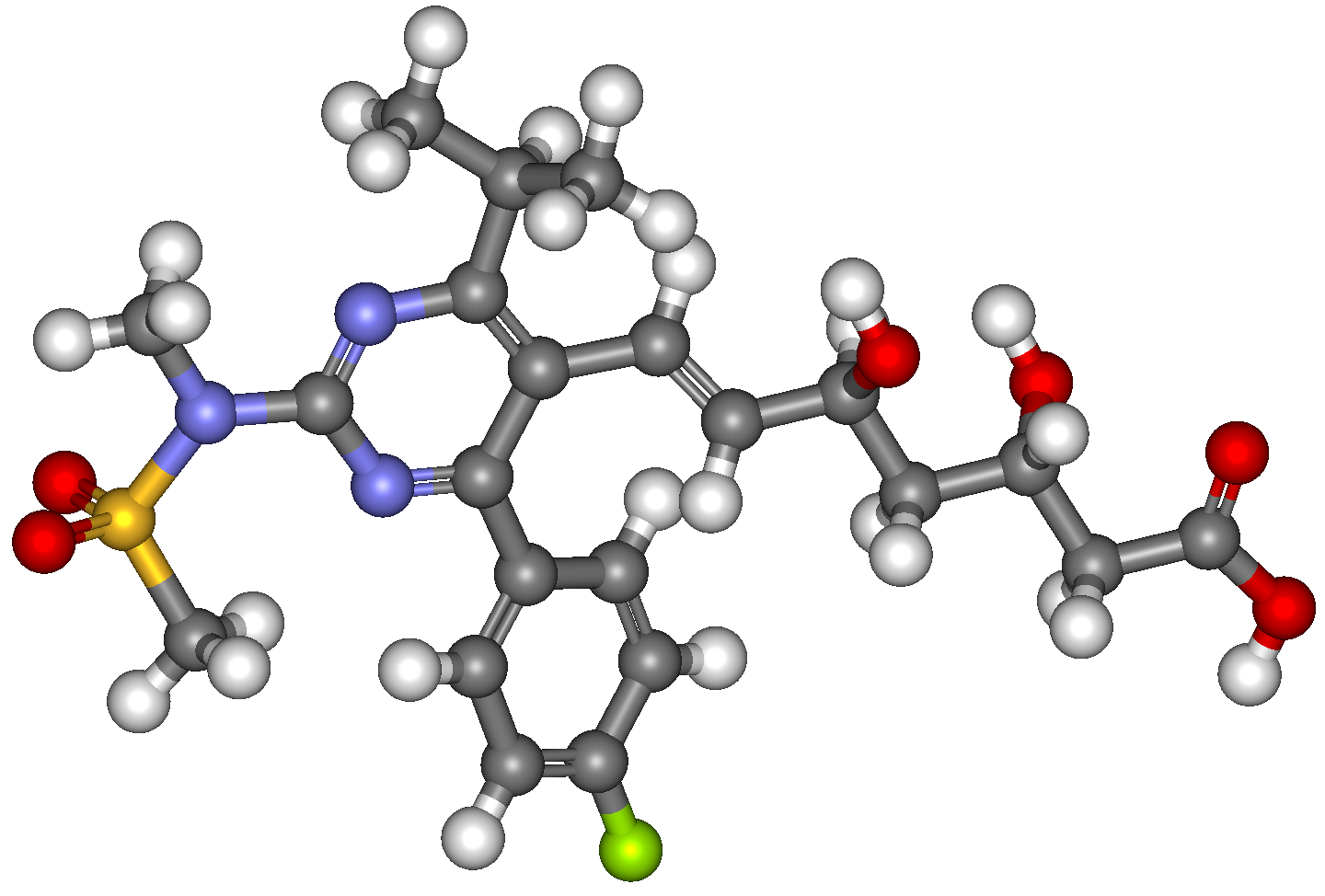
Молекула розувастатину

## Фармакодинаміка
Розувастатин є селективним конкурентним інгібітором ГМГ-Коензим А-редуктази — ферменту, що перетворює 3-гідрокси-3-метилглутарилкоензим А у мевалонат, попередник холестерину. Головною мішенню дії розувастатину є печінка, де відбувається синтез холестерину та катаболізм ліпопротеїдів низької щільності (ЛПНЩ). Розувастатин збільшує число печінкових рецепторів ЛПНЩ на поверхні клітин, збільшуючи захоплення та катаболізм ЛПНЩ, що, у свою чергу, призводить до пригнічення синтезу ліпопротеїдів дуже низької щільності (ЛПДНЩ), зменшуючи тим самим загальну кількість ЛПНЩ та ЛПДНЩ. Розувастатин зменшує підвищену кількість холестерину-ЛПНЩ (ХС-ЛПНЩ), загального холестерину та тригліцеридів (ТГ), дещо збільшує кількість холестерину-ліпопротеїдів високої щільності (ХС-ЛПВЩ). Він зменшує кількість аполіпопротеїну В (АпоВ), ХС-неЛПВЩ, ХС-ЛПДНЩ, ТГ-ЛПДНЩ та дещо підвищує рівень аполіпопротеїну А-І (АпоА-І), зменшує співвідношення ХС-ЛПНЩ/ХС-ЛПВЩ, загальнийХС/ХС-ЛПВЩ та ХС-неЛПНЩ/ХС-ЛПВЩ та співвідношення АпоВ/АпоА-І. Терапевтичний ефект проявляється протягом 1 тижня після початку терапії, через 2 тижні лікування ефект досягає 90 % від максимально можливого. Максимальний ефект, як правило, досягається через 4 тижні і після цього постійно зберігається.

### Метаболізм
Розувастатин проходить обмежений метаболізм (приблизно 10 %). Дослідження метаболізму in vitro із застосуванням гепатоцитів людини вказують на те, що розувастатин піддається тільки мінімальному метаболізму на основі Р450 і цей метаболізм не є клінічно важливим. CYP2C9 був основним ізоферментом, що брав участь у метаболізмі, з 2С19, 3А4 та 2D6, що були залучені меншою мірою. Основними визначеними метаболітами є метаболіти N-дезметилу та лактону. Метаболіт N-дезметил є приблизно на 50 % менш активним, ніж розувастатин, форма лактону вважається клінічно неактивною. Розувастатин має більше ніж 90 % інгібіторної активності відносно ГМГ-КоА-редуктази, що циркулює в загальному кровообігу.

### Виведення
Приблизно 90 % дози розувастатину виводиться у незміненому вигляді з фекаліями (складається з абсорбованої та неабсорбованої активної речовини), а залишок виводиться із сечею. Приблизно 5 % виводиться у незміненому вигляді із сечею. Період напіввиведення з плазми становить приблизно 20 годин. Період напіввиведення не збільшується при високому дозуванні. Геометрично середній кліренс з плазми становить приблизно 50 літрів/годину (коефіцієнт варіації 21,7 %). Як і з іншими інгібіторами ГМГ-КоА-редуктази, захоплення печінкою розувастатину залучає мембранний транспортер OATP-C. Цей транспортер є важливим для виведення розувастатину з печінки.

## Показання
- Первинна гіперхолестеринемія (тип ІІа) чи змішана дисліпідемія (тип ІІб). Як доповнення до дієти, коли дієта та інші немедикаментозні методи лікування (наприклад фізичні вправи, зниження маси тіла) не є ефективними.
- Гомозиготна сімейна гіперхолестеринемія — як доповнення до дієти та інших терапевтичних заходів, спрямованих на зниження рівнів ліпідів (наприклад аферез ЛПНЩ), або у випадках, коли такі види лікування не застосовуються.
- Профілактика серцево-судинних порушень. Для зниження ризику виникнення серйозних серцево-судинних порушень у дорослих пацієнтів з підвищеним ризиком розвитку атеросклеротичних серцево-судинних захворювань, про що свідчить наявність таких факторів ризику як вік, артеріальна гіпертензія, низький рівень ХС-ЛПВЩ, підвищений рівень С-реактивного білка, паління або наявність у родинному анамнезі раннього розвитку ішемічної хвороби серця.
- Зниження прогресування атеросклерозу. З метою зниження чи припинення прогресування атеросклерозу у дорослих пацієнтів, яким показана ліпідознижувальна терапія.[3]

## Торгові назви
| Торгова назва | Фірма                  | Країна          |
| ------------- | ---------------------- | --------------- |
| Крестор       | АстраЗенека ЮК Лимитед | Велика Британія |
| РОЗУКАРД      | ТОВ «Зентіва»          | Чехія           |
| Розарт        | Актавіс                | Ірландія        |
| Роксера       | КРКА                   | Словенія        |